# Porte Stanislas

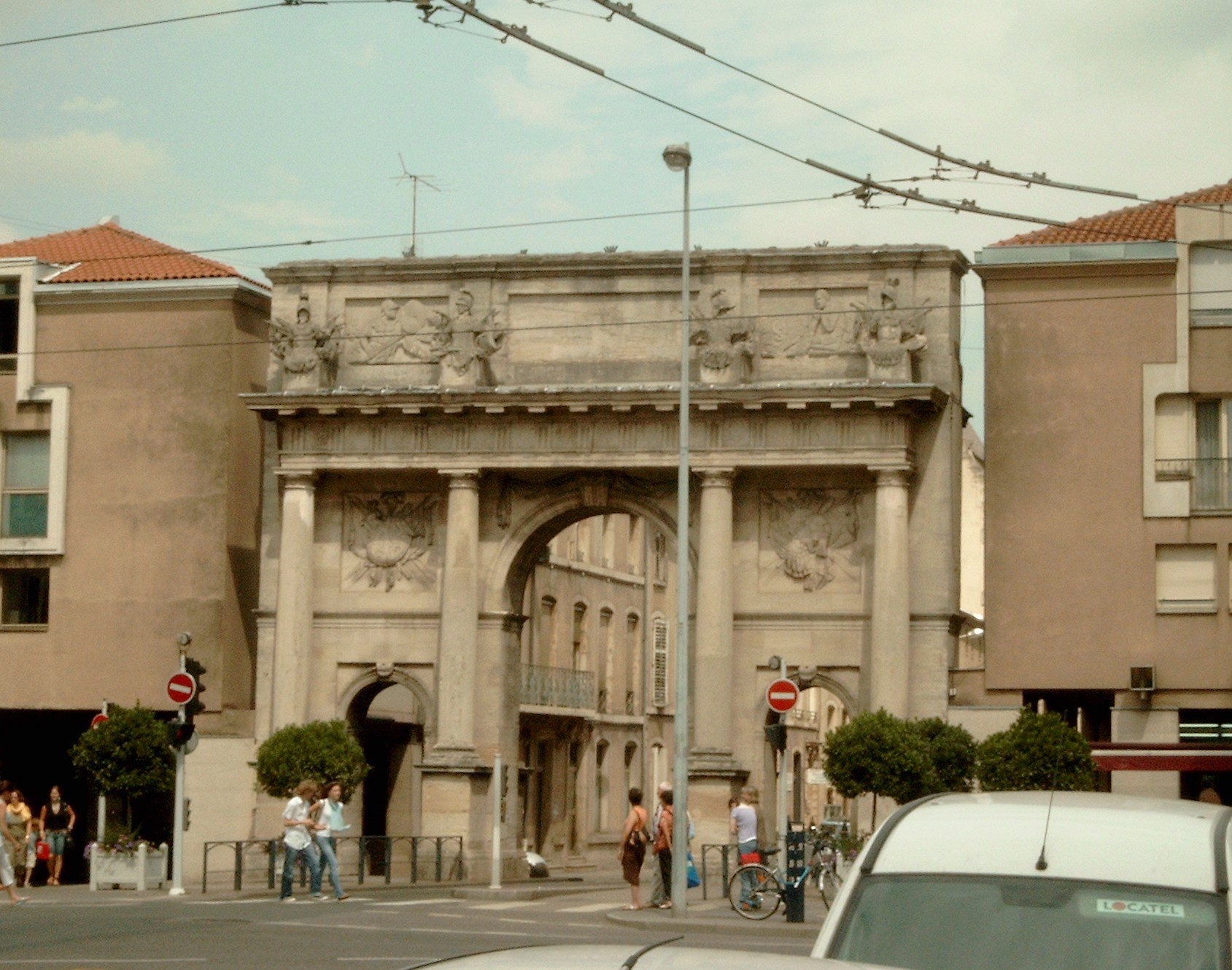
Porte Stanislas in Nancy

Die Porte Stanislas ist ein Stadttor in Nancy in Frankreich.
Der Bau des Monumentaltors wurde 1761 von Herzog Stanislaus I. Leszczyński zu Ehren seines Namenspatrons, des Heiligen Stanislaus von Krakau, in Auftrag gegeben. Der Architekt Richard Mique gestaltete einen Triumphbogen nach dem Vorbild des Konstantinsbogens in Rom als westlichen Abschluss der großen West-Ost-Achse (Rue Stanislas) an der Grenze von Alt- und Neustadt, wobei er einen ursprünglich von Emmanuel Héré errichteten Bogen ersetzte (siehe auch Arc Héré). Der Bogen wurde im dorischen Stil errichtet. Die Attika ist mit Flachreliefs verziert, Statuen verlängern die Vertikale der Säulen.
Während der Französischen Revolution hieß das Tor kurzzeitig Porte de la Montagne, wie auf einer Inschrift der Attika noch zu lesen ist. Die Porte Stanislas steht seit 15. Januar 1925 unter Denkmalschutz. Ende 2009 wurde sie restauriert.